# Barraca del camí dels Muntanyesos XIII
La Barraca del camí dels Muntanyesos XIII és una obra del Pla de Santa Maria (Alt Camp) inclosa a l'Inventari del Patrimoni Arquitectònic de Catalunya.

## Descripció
És una barraca de planta rectangular, coberta de pedruscall i cornisa horitzontal coronada al rastell. El portal és dovellat amb un arc pla defensat amb un arc de descàrrega. A la seva dreta la vegetació amaga un recer amb un pedrís de 5'40m de llargada. A l'esquerra arrenca un marge també tapat per la vegetació. La seva orientació és sud.
A l'interior la falsa cúpula tanca amb lloses i només conté una menjadora. La seva alçada interior màxima és de 3'16m. La fondària és de 2'25m i l'amplada de 4'28m.